# Jubileumskruis 1908
Het Jubileumskruis 1908 (Duits: "Jubiläums-Kreuz 1908") was een Oostenrijks-Hongaarse onderscheiding.
De onderscheiding werd op 2 december 1908 ingesteld door keizer Frans Jozef I van Oostenrijk die dat jaar vierde dat hij zestig jaar eerder, in het revolutiejaar 1848, de Oostenrijkse en Hongaarse troon had bestegen.

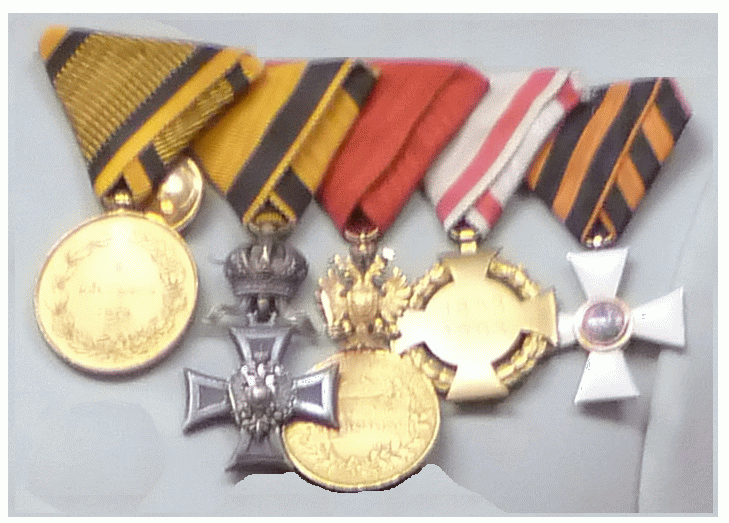
De onderscheidingen van keizer Franz Joseph I aan driehoekige linten. Als eerste draagt de keizer de Oorlogsmedaille. Het Militair Dienstteken met de Kroon voor 50 jaar dienst, zijn eigen Gouden Jubileum-Herinneringsmedaille 1898 met de adelaar, het Jubileumskruis 1908 en de Russische Sint-Jorisorde uiterst links hangt volgens Oostenrijks gebruik aan een driehoekig lint. De keizer draagt zijn eigen onderscheidingen met het de keerzijde zichtbaar, anders zou hij zijn eigen portret hebben gedragen.

In 1898 was er al een medaille voor het vijftigjarig jubileum van de keizer ingesteld. Die medaille werd aan duizenden ambtenaren, militairen en verdienstelijke burgers verleend. Dat zou ook nu gebeuren al zag de regering deze keer af van het laten slaan van kostbare gouden en zilveren uitvoeringen van de jubileumonderscheiding.
Het ontwerp was van kammermedailleur professor Rudolf Marschall (1873-1967). De juweliers die het kruis vervaardigden hebben zich niet strikt aan zijn ontwerp gehouden, zo ontstonden er meerdere uitvoeringen. Het kruis zou 37 millimeter hoog moeten zijn met een krans van laurierbladeren tussen de armen. Als materiaal was goudkleurig messing, een goedkope metaallegering van koper en zink, voorgeschreven. Het kruis werd volgens de voorschriften niet geëmailleerd. Op de voorzijde droeg het kruis een rond medaillon met een portret van de keizer in zijn uniform als Veldmaarschalk, de tekst "FRANC.IOS.I." en in kleine letters de signatuur "R.Marschall".
Op de achterzijde zouden de jaartallen "1848" en "1908" staan.
De afwijkende modellen:
- Kruisen met een grotere diameter, tot 37 millimeter breed.
- Kruisen met glanzende kruisarmen
- Kruisen met gegraveerde kruisarmen
- Kruisen met email op de gravure van de kruisarmen

Omdat er zoveel van deze kruisen werden uitgereikt is er geen diploma of oorkonde gedrukt, het bezit van de onderscheiding werd wel in de personeelsregisters en dienstboekjes geregistreerd.
De Oostenrijkse regering liet de goedkoop vervaardigde onderscheidingen in eenvoudige doosjes, soms zelfs in enveloppen, uitreiken maar bij de juweliers kon men tweede of derde exemplaren van hetzelfde kruis kopen. Ook deze kruisen waren opvallend goedkoop.

## Het verschil tussen het Kruis en de medaille uit 1898
De autoriteiten hadden geleerd van de negatieve ervaringen met de Jubileummedaille van 1898. De ambtenaren van de verschillende departementen en de betrokken staven van de krijgsmacht hadden indertijd langs elkaar gewerkt. Zo kon het voorkomen dat een honorair kamerheer, officier en bestuurder van een provincie in 1898 driemaal de jubileummedaille ontving.

Om deze misverstanden, en de daaraan verbonden kosten, te voorkomen werd nu besloten dat de medaille voor de militairen de Ie Graad van het Jubileumkruis zou zijn. Daarop volgden dan het kruis voor burgers en het kruis voor het Keizerlijke Hofhouding als IIe en IIIe Graad.
Zij die de aan de criteria voor verlening voldeden ontvingen het "hoogste" kruis waarvoor hij of zij de nodige kwalificaties had vervuld. De dragers van de militaire kruisen werden in augustus 1908, de dragers van het kruis voor burgers in november 1908 en de dragers van het kruis voor het hof werd als derde eveneens in november 1908 geselecteerd. Wie al een kruis in de eerdere procedure had verworven ontving in de tweede of derde selectie geen Jubileumskruis.

## Het kruis voor militairen
Voor de strijdkrachten was er het “Militär-Jubiläumskreuz.

Het Kruis voor militairen werd ingesteld op 10 augustus 1908. Het decreet werd op 18 augustus 1908 gepubliceerd. Het kruis was bestemd voor alle officieren, onderofficieren en soldaten van de Oostenrijks-Hongaarse strijdkrachten. Ook de militaire ambtenaren op het ministerie in Wenen en bij de verschillende staven kwamen in aanmerking voor het militaire kruis. De reserveofficieren kwamen niet voor het kruis in aanmerking.

In het zeer sterk in rangen en standen ingedeelde Oostenrijk waren het leger en met name de officieren die een eigen "kaste" binnen de maatschappij vormden zeer in aanzien. De monarchie van de Habsburgers steunde op de trouw van deze officieren omdat de landen van de Habsburgse keizer politiek en maatschappelijk zeer verdeeld waren.

Het criterium voor verlening was een periode van drie jaar in dienst van het leger of de marine in de periode tussen 2 december 1898 en 2 december 1908. Er was nog geen luchtmacht.

Ook de overlevende veteranen van de veldtocht tijdens de revolutie en burgeroorlog van 1848-1849 en alle personen, waaronder ook de civiele medewerkers van de verschillende militaire scholen, instituten en militaire weeshuizen ontvingen wanneer zij op de steekdatum 2 december 1908 in dienst waren het militaire Jubileumskruis.

Het werd ook toegekend aan de derde en hogere leergangen van de verschillende Militaire scholen. Zij moesten om in aanmerking te komen voor het kruis ten minste 2 jaar militaire training hebben ontvangen.

Ook de aspirant-officieren die als reserve-officieren werden opgeleid tijdens het vervullen van de militaire dienstplicht kwamen, in wat hun “Zweites Präsenzjahr”werd genoemd, in aanmerking voor het militaire kruis.
In de Eerste Wereldoorlog werden nogmaals militaire kruisen toegekend aan reserveofficieren die in 1908 wel tot de reserve behoorden maar het kruis niet hadden ontvangen.

## Het kruis voor ambtenaren
Voor de ambtenaren was er het “Jubiläumskreuz für Zivilstaatsbedienstete”. 

Het kruis voor ambtenaren werd ingesteld op 20 september 1908. Het decreet werd op 16 november 1908 gepubliceerd. Het kruis was bestemd voor alle ambtenaren van alle departementen, provinciale en gemeentelijke besturen. De ambtenaren van het Ministerie van Oorlog, de bij de verschillende staven werkzame ambtenaren en de ambtenaren van het Ministerie van Buitenlandse Zaken en de hofhouding kwamen niet voor dit kruis in aanmerking. De eersten hadden het militaire kruis al ontvangen, de laatste categorie zou in aanmerking komen voor het “Jubiläums-Hofkreuz”.

Ook de werknemers van overheidsbedrijven die in actieve dienst waren op de steekdatum van 2 december 1908 en minimaal 3 jaar in dienst van het Rijk waren geweest ontvingen het Jubileumskruis.

De in 1908 gepensioneerde ambtenaren kwamen alsnog in aanmerking wanneer zij in de periode tussen 1898 en 1908 tien jaar in dienst van de overheid waren geweest.
De gedecoreerden moesten 21 jaar oud zijn, een eis die aan de militairen en de militaire ambtenaren en niet werd gesteld. Zij die het militaire Jubileumskruis al hadden ontvangen kwamen niet meer voor dit civiele kruis in aanmerking.
Oostenrijk-Hongarije was een uitgesproken bureaucratische staat, een "ambtenarenstaat" waarin de vaak geüniformeerde overheidsdienaren veel gezag hadden verworven. De bureaucratie in het rijk dat spottend "Kakanië" werd genoemd beheerste en verlamde het openbare leven. De burgers waren niet rechteloos maar zij dienden terdege rekening te houden met de vele ambtenaren, de talloze inspecteurs en een onoverzienbare hoeveelheid regels, formulieren en stempels.
Het kruis voor de ambtenaren, na het leger de tweede steunpilaar van het verdeelde rijk datuit vele volkeren en naties bestond volgde in rang op het militaire kruis.
Het Jubileumskruis voor de Ambtenaren werd volgens voorschrift aan een effen driehoekig gevouwen ponceaurood lint gedragen. Dit lint was helderder rood dan het lint dat door
de hovelingen werd gebruikt.

## Het kruis voor de hofhouding
Voor de keizerlijk-koninklijke hofhouding was er het “Jubiläums-Hofkreuz”.

Het kruis voor de hofhouding werd ingesteld op 20 september 1908. Het decreet werd op 16 november 1908 gepubliceerd.

Dit kruis werd toegekend aan alle ambtenaren van alle rangen, mannelijk en vrouwelijk, van het in Wenen gevestigde “Ministerium des Kaiserlichen und Königlichen Hauses und des Äußeren “, een ministerie dat voor buitenlandse betrekkingen en de zeer uitgebreide hofhouding verantwoordelijk was.

Verder was het kruis gedacht voor de medewerkers van het Hof-Theater, de opera, de medewerkers van de Opperjagermeester op de Keizerlijke jachtgronden en domeinen, de medewerkers van de telegraaf- en postkantoor van de talloze Keizerlijk en Koninklijke paleizen en verblijven, de katholieke geestelijken in dienst van de kapellen van de keizer en koning en de lijfgardisten en lijfwachten.

De decorandus moest een volledig dienstverband hebben en langer dan drie jaar in dienst zijn geweest. De gedecoreerden moesten 21 jaar oud zijn, een eis die aan de militairen en de militaire ambtenaren niet werd gesteld. Zij die het militaire of civiele Jubileumskruis al hadden ontvangen kwamen niet meer voor dit civiele kruis in aanmerking.
Officieren, geestelijken en hofchargen die op 2 december 1908 niet meer in dienst waren van het hof waren kwamen alleen wanneer zij in de periode tussen 1898 en 1908 ten minste drie jaar aan het hof verbonden waren geweest in aanmerking voor het Jubileumskruis.

De lager geplaatste medewerkers en soldaten en onderofficieren in de lijfwacht en lijfgarde ontvingen het kruis wanneer zij na 1 december 1907 de dienst van de keizer en koning hadden verlaten.

Zij die het militaire Jubileumskruis of het kruis voor ambtenaren al hadden ontvangen kwamen niet meer voor dit civiele kruis in aanmerking.
Het kruis voor de hofhouding werd aan een naar purper zwemend rood lint gedragen. Het lint is gelijk in kleur aan het lint van de Leopoldsorde

## De draagwijze van het Jubileumskruis

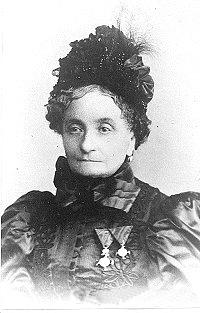
De Oostenrijkse modiste en modejournaliste Therese Mirani met het Burgerlijk Kruis van Verdienste met Kroon en het Jubileumskruis 1908

Blijkens foto's droegen ook de onderscheiden dames zoals de lerares Therese Mirani het Jubileumskruis aan het voorgeschreven driehoekig lint waaraan alle Oostenrijkse en Hongaarse onderscheidingen werden bevestigd. Men droeg het Jubileumskruis op de linkerborst, de gewoonte om een kruis "in het knoopsgat" te dragen was door de mode achterhaald.
Op rokkostuums werd een miniatuur van het Jubileumskruis aan een lintje of een ketting van fijne gouden schakettjes op de refers gedragen.
In de strenge Draagvolgorde van de Oostenrijkse onderscheidingen kwam het Jubileumskruis 1908 bijna helemaal achteraan voor de Bosnisch-Herzegowinische Erinnerungsmedaille maar na het hoger ingeschaalde want oudere Jubiläums-Erinnerungsmedaille für Zivilstaatsbedienstete uit 1898.
Militairen konden het Jubileumskruis op hun linkerborst spelden maar bij minder formele gelegenheden droeg men ook toen al weleens een eenvoudig lint, een zogenaamde baton om het bezit van een onderscheiding aan te geven.
De onderscheiding werd ook in de nazitijd nog op de uniformen van de Duitse Wehrmacht gezien, sommige militairen hadden immers eerder in het Oostenrijks-Hongaarse leger gevochten.
De Oostenrijkse keizer Frans Jozef I droeg het kruis ook zelf op zijn uniform aan het gestreepte lint voor militairen met de keerzijde boven. Anders zou hij zijn eigen portret hebben gedragen. Ook zijn opvolger keizer Karel van Oostenrijk droeg het Jubileumskruis van zijn voorganger en oudoom aan dit lint.
Het Jubileumskruis 1908 werd niet aan vreemdelingen toegekend.

## De in de Eerste Wereldoorlog toegekende Jubileumskruisen
Op 31 december 1914 besloot keizer Frans Joseph, in een proclamatie waarin hij de trouw en inzet van zijn leger en marine prees, dat hij alsnog militaire kruisen zou toekennen aan de voor dienst, in wat de Eerste Wereldoorlog zou worden, opgeroepen reservisten die op 2 december 1908 al reserveofficier of ambtenaar, waren en het militaire kruis indertijd niet hadden ontvangen.
De regeling werd op 6 januari 1915 gepubliceerd.
Deze groep omvatte de reserve-officieren die in 1908 waren overgeslagen maar nu als eerste luitenant, kapitein of ritmeester der Reserve in actieve dienst waren.